# Euro (Zeitschrift, früher Finanzen)
Euro (eigene Schreibweise: €uro) ist eine vom Verlag Börsenmedien AG in Kulmbach verlegte Monatszeitschrift mit den Schwerpunkten Wirtschaft, Politik und Börse. Euro verknüpft Berichte über wirtschaftspolitische Entwicklungen mit Unternehmensberichterstattung, gibt Anlageempfehlungen sowie Tipps zu Steuer- und Versicherungsfragen. Die verkaufte Auflage beträgt 31.062 Exemplare, ein Minus von 83,9 Prozent seit 1998.
Bis zum Jahr 2004 hieß die Zeitschrift Finanzen und war damit Namensgeber des Verlages. Dann übernahm der Finanzen Verlag die bereits bestehende Zeitschrift Euro von der Verlagsgruppe Handelsblatt und fusionierte diese mit seiner eigenen Zeitschrift zum Titel Euro. Die heutige Euro steht somit in Kontinuität sowohl von Finanzen als auch dem bereits 1961 gegründeten ersten deutschsprachigen Verbrauchtertest-Magazin DM.
Erster Chefredakteur des fusionierten Blattes war Holger Wiedemann. Später wurden die Geschicke der Zeitschrift von dem Chefredakteursteam Jens Castner, Peter Gewalt und Markus Hinterberger bestimmt. Anfang des Jahres 2022 wurde Frank Pöpsel neuer Chefredakteur. Ende des gleichen Jahres verließ Hinterberger Euro und wechselte zum Handelsblatt.
Mit der Februarausgabe 2008 wurde das Magazin einem Relaunch unterzogen. Im Jahr 2021 übernahm die Börsenmedien AG den Finanzen Verlag.